# قلعه حسن‌آباد (شبستر)
قلعه حسن‌آباد یکی از روستاهای استان آذربایجان شرقی است که در دهستان گونی شرقی بخش مرکزی شهرستان شبستر واقع شده‌است.